# Handball-Europameisterschaft der Frauen 2032
Die 20. Handball-Europameisterschaft der Frauen soll vom 1. bis 19. Dezember 2032 in Deutschland, Dänemark und Polen ausgetragen werden. Veranstalter ist die Europäische Handballföderation (EHF).

## Ausrichter
Die Ausrichtung des Turniers wurde von der Europäischen Handballföderation (EHF) im August 2023 ausgeschrieben, Bewerbungen sollten bis zum 1. Juni 2024 eingereicht und nach einem zwischen Juli und September 2024 durchgeführten Bewertungsprozess sollten die Gastgeber der Europameisterschaften 2030 und 2032 beim außerordentlichen EHF-Kongress im Dezember 2024 bestimmt werden. Bis Anfang November 2023 meldeten die Verbände aus Dänemark, Deutschland, Montenegro, Polen, Serbien und der Schweiz ihr grundsätzliches Interesse an der Austragung an. Im Juni 2024 gab die EHF bekannt, dass ihr ein Angebot zur gemeinsamen Austragung der Europameisterschaft von den Verbänden Deutschlands, Polens und Dänemarks vorliege. Im September 2024 sollte die Entscheidung über die Vergabe getroffen werden. Im Dezember 2024 gab die EHF bekannt, dass die Europameisterschaft in Deutschland, Polen und Dänemark stattfinden wird.

## Austragungsorte
Als ersten Austragungsort gab die EHF im Dezember 2024 die Spodek in Katowice bekannt. Die Spielstätten in Deutschland und Dänemark standen zum Zeitpunkt der Vergabe noch nicht fest.

## Teilnehmer

### Verbände
Seit der Europameisterschaft 2024 beträgt die Teilnehmerzahl 24 Nationalmannschaften.
Qualifiziert sind:
- die drei Co-Gastgeber (Dänemark, Deutschland und Polen),
- der Sieger der Europameisterschaft 2030 sowie
- in Qualifikationsspielen ermittelte Teams.